# The Day of...
Singles de Nightwish
Perfume Of The Timeless
(2024) An Ocean of Strange Islands
(2024)
The Day of... est un chanson du groupe de metal symphonique finlandais Nightwish. Il sort le 8 août 2024 comme deuxième single de leur dixième album studio Yesterwynde.

## Description
Du point de vu musicale Tuomas Holopainen déclare : « The Day of... , notre deuxième single, est quelque chose de complètement différent sur le plan musical. C'est très différent de tout ce que nous avons fait jusqu'à présent. Il dégage une agréable ambiance années 80, mais ce sont les paroles qui prêtent vraiment à controverse. Attendons donc de voir la tempête qui va s'ensuivre »,.
A propos des paroles du morceau celui-ci  ajoute : « La chanson parle de la peur […] et du contrôle des gens par la peur, et c'est ce que les dirigeants, les chefs religieux, les dirigeants politiques ont fait pendant des millénaires et aujourd'hui, en particulier les médias, c'est quelque chose qui m'irrite profondément chaque jour, car même si le monde est encore rempli de problèmes auxquels nous devons faire face – il se passe des choses terribles –, on nous abreuve constamment de ces absurdités selon lesquelles il faut avoir peur de la fin du monde, que nous vivons la pire période de l'histoire, que le monde touche à sa fin, le bug de l'an 2000, la fin du calendrier maya... Combien de fois nous a-t-on prédit la fin du monde sans que cela n'arrive jamais ? Cette chanson véhicule donc un message très optimiste et positif : même s'il y a tant de choses à régler dans ce monde, n'oubliez pas que vous avez beaucoup de chance d'être en vie, que vous avez quelques décennies devant vous pour profiter de la vie, [alors] profitez-en au maximum et essayez de ne pas tout craindre ».

## Crédits

### Membres
- Floor Jansen — chants
- Emppu Vuorinen — guitares
- Jukka Koskinen — basse
- Kai Hahto — batterie, percussions
- Tuomas Holopainen — claviers, production, mixage, arrangements parties de chœurs et d'orchestres
- Troy Donockley —  Uilleann pipes, low whistle, guitares, bouzouki, bodhrán, Instruments à vent, guitares, chant, enregistrement